# 無水安息香酸
無水安息香酸（むすいあんそくこうさん、benzoic anhydride）とは、有機化合物の一種で、安息香酸から誘導されるカルボン酸無水物。安息香酸無水物とも呼ばれる。合成中間体として利用される無色の固体。
安息香酸に無水酢酸を作用させると、非対称酸無水物を経由して無水安息香酸が生成する。このとき、リン酸を触媒として加える。
安息香酸に塩化ベンゾイルを加えても、無水安息香酸が生成する。
無水安息香酸は求電子的なベンゾイル化剤としての反応性を示す。酸、あるいは塩基の存在下にアミンと反応してベンズアミド誘導体を、アルコールと反応して安息香酸のエステルを与える。求電子性は塩化ベンゾイルに劣るが、試薬としての取り扱いは容易である。